# Censier – Daubenton (Métro Paris)

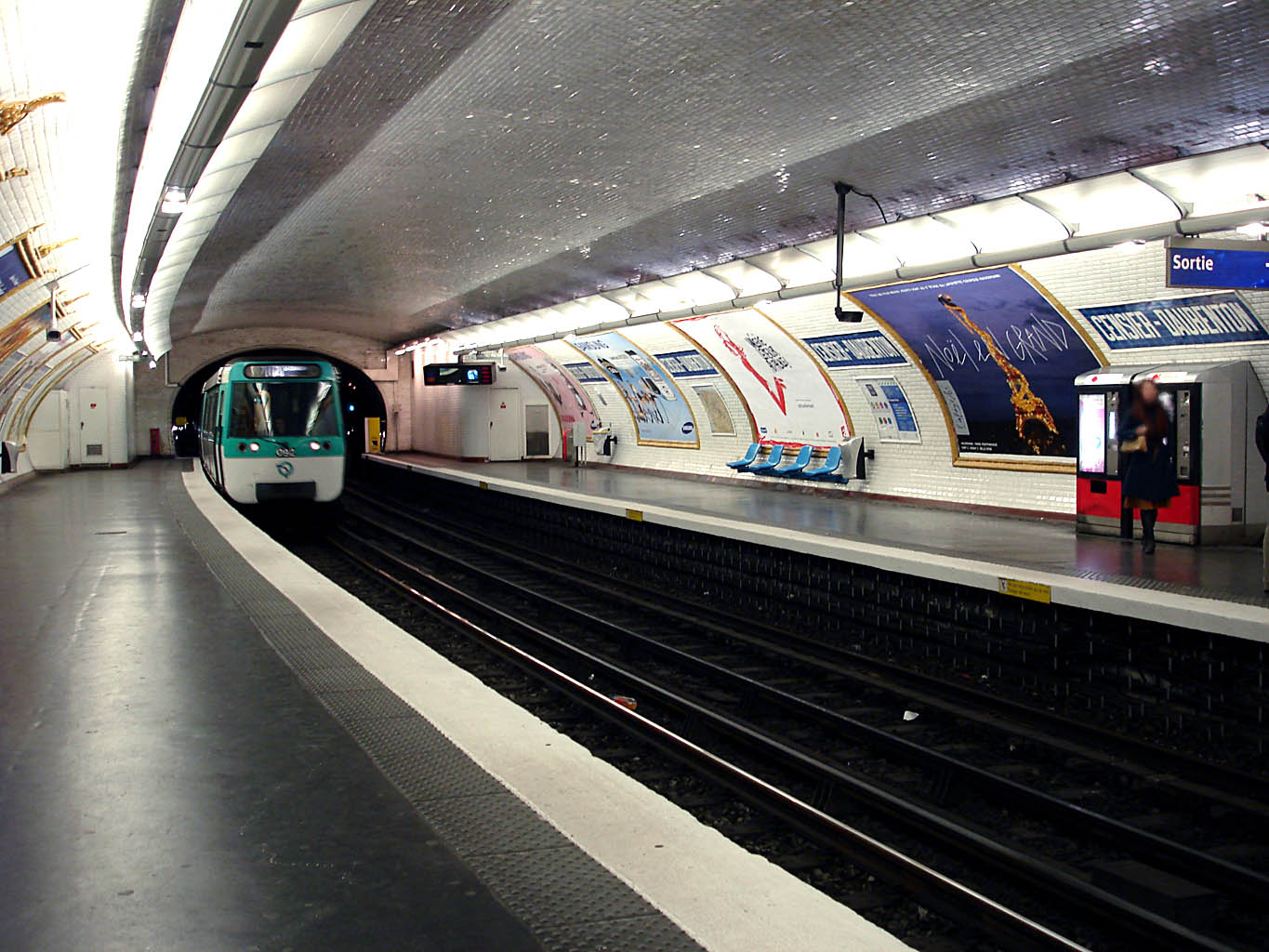
Von Süden einfahrender Zug der Baureihe MF 77

Der U-Bahnhof Censier – Daubenton [sɑ̃sje dobɑ̃tɔ̃] ist eine unterirdische Station der Linie 7 der Pariser Métro.

## Lage
Die Station befindet sich im Quartier du Jardin des Plantes des 5. Arrondissements von Paris. Sie liegt längs unter der Rue Monge in Höhe der Einmündung der Rue Daubenton.

## Name
Den Namen geben die Rue Daubenton und die ebenfalls dort abgehende Rue Censier. Der Naturforscher Louis Jean-Marie Daubenton (1716–1799) war Mitverfasser des Werks Histoire naturelle générale et particulière und erster Direktor des Naturkundemuseums Muséum national d’histoire naturelle.
Die Bezeichnung Censier ist vermutlich auf „sans tête“ zurückzuführen. Rue sans tête (kopflose Straße) bezeichnet eine Sackgasse.
Bis August 1965 hieß die Station „Censier – Daubenton – Halles aux cuirs“. Die Halles aux cuirs (Lederhallen) waren im 19. Jahrhundert für die an den Ufern des Flüsschens Bièvre ansässigen Lohgerber errichtet worden, wurden von jenen aber kaum angenommen. 1880 wurden sie als Depot für eine Dampfstraßenbahn und später als Lebensmittellager genutzt. 1906 brannten die Hallen ab.

## Geschichte und Beschreibung
Die in einer leichten Kurve liegende Station wurde am 15. Februar 1930 in Betrieb genommen. Da die Seineunterquerung der Linie 7 noch nicht fertiggestellt war, wurde auf der für jene gebauten Trasse unter Nutzung einer Betriebsstrecke vorübergehend die Linie 10 von Odéon bis Place d’Italie verlängert. Am 26. April 1931 wurde deren Südabschnitt, und damit die Station Censier – Daubenton, dann der von Sully – Morland herangeführten Linie 7 zugeordnet.
Unter einem elliptischen, weiß gefliesten Deckengewölbe weist die Station Seitenbahnsteige an zwei parallelen Streckengleisen auf. Bereits beim Bau wurde sie mit der ungewöhnlichen Länge von 105 m, theoretisch ausreichend für Sieben-Wagen-Züge, angelegt. Im April 2010 erhielt sie als erste Pariser Métrostation eine Beleuchtung mit Leuchtdioden.
Die beiden Zugänge liegen beiderseits der Rue Daubenton an deren Einmündung in die Rue Monge. Sie sind durch je einen von Adolphe Dervaux im Stil des Art déco entworfenen Kandelaber mit dem Schriftzug METRO markiert.

## Fahrzeuge
Auf der Linie 7 verkehren konventionelle Fünf-Wagen-Züge der Baureihe MF 77. Zwischen 1971 und 1979 liefen dort Züge der Baureihe MF 67, davor solche der Bauart Sprague-Thomson.

## Umgebung

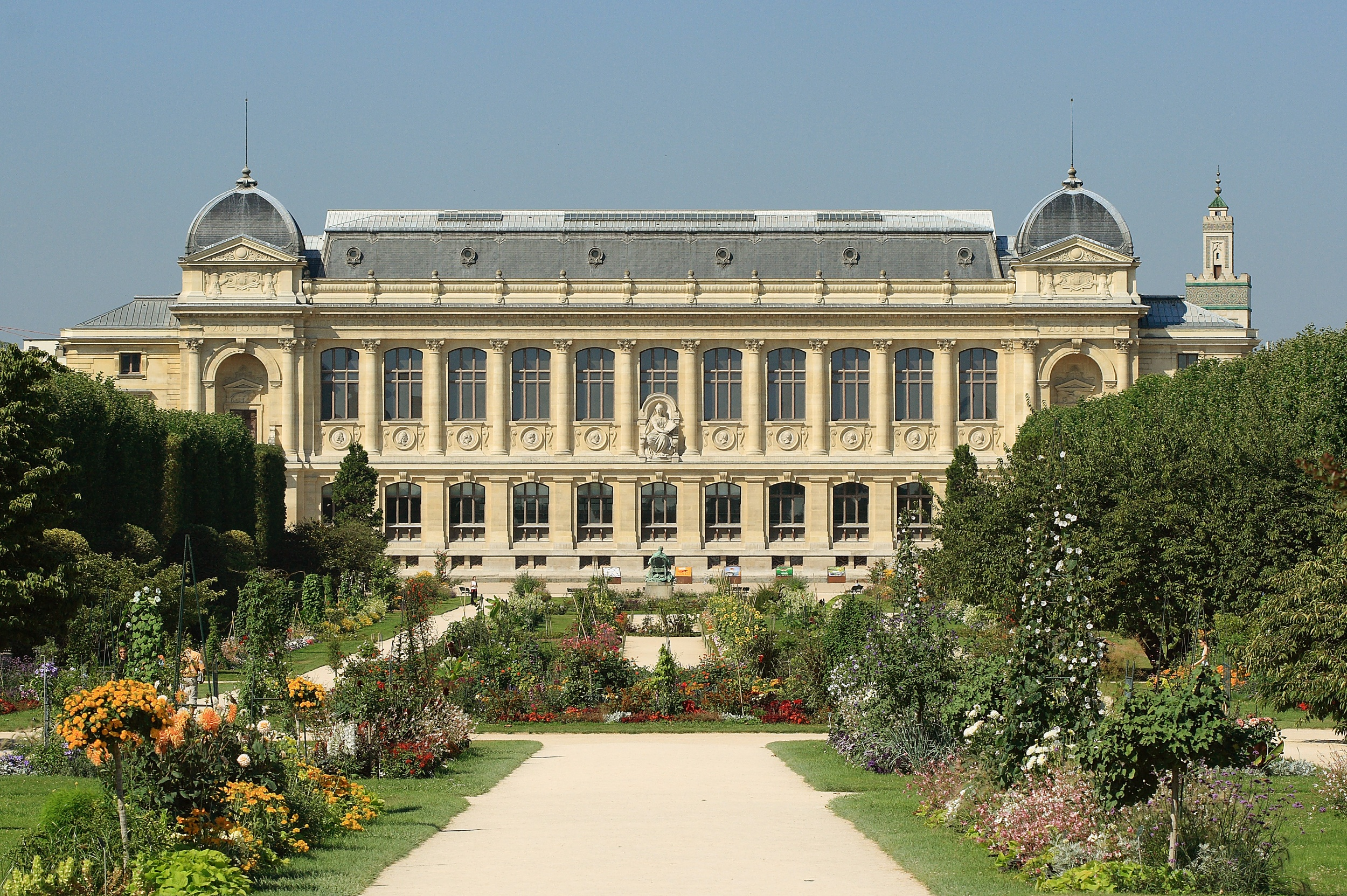
Muséum national d’histoire naturelle im Jardin des Plantes

- Botanischer Garten Jardin des Plantes
- Naturkundemuseum Muséum national d’histoire naturelle
- Kirche Saint-Médard
- Rue Mouffetard